# Jördis Triebel
Jördis Triebel, född 1977 i Östberlin i Östtyskland, är en tysk skådespelare.
Triebel är utbildad vid Hochschule für Schauspielkunst Ernst Busch. 2014 vann hon Tyska filmpriset i kategorin Bästa kvinnliga huvudroll för sin insats i långfilmen West.

## Filmografi i urval
- 2006 – Emmas lycka
- 2007 – Kommissarien och havet (TV-serie)
- 2009 – Påven Johanna
- 2017–2022 – Babylon Berlin (TV-serie)
- 2017–2019 – Dark (TV-serie)
- 2018 – Weissensee (TV-serie)
- 2018 – Den tysta revolutionen
- 2025 – Köln 75